# PEC Zwolle '82 in het seizoen 1988/89
Het seizoen 1988/1989 was het 78e jaar in het bestaan van de Zwolse voetbalclub PEC Zwolle '82. De club kwam uit in de Eredivisie. Ook werd deelgenomen aan het toernooi om de KNVB beker.

## Wedstrijdstatistieken

### Eredivisie 1988/89
| 1e speelronde | BV Veendam | 1 - 2 (0 - 1) | PEC Zwolle '82                                                                      | Opstelling PEC Zwolle '82: |
| 20 augustus 1988 Plaats: Veendam De Langeleegte Toeschouwers: 5.700 Scheidsrechter: Chris van der Laar                | Marcel van Buuren 62' |               | 14' Peter van der Waart 75' Fred Leusink                                            | Abma, Leusink, Hansma, Lecker, Smook, Van Ankeren, Roos (74' Roelofsen), Van der Waart, Cooke (57' De Meijer) Van der Waart                   |
| 2e speelronde | PEC Zwolle '82 | 3 - 2 (2 - 1) | Willem II                                                                           | Opstelling PEC Zwolle '82: |
| 24 augustus 1988 Plaats: Zwolle Oosterenkstadion Toeschouwers: 3.500 Scheidsrechter: Ignace van Swieten               | Peter van der Waart 20' Jan Lecker 43' Ed Roos 51'                                                                       |               | 24' Willem van der Ark 66' Edwin Godee                                              | Veldwijk, Van der Waart, Cooke |
| 3e speelronde | Fortuna Sittard | 1 - 0 (0 - 0) | PEC Zwolle '82                                                                      | Opstelling PEC Zwolle '82: |
| 31 augustus 1988 Plaats: Sittard De Baandert Toeschouwers: 4.500 Scheidsrechter: Mario van der Ende                   | Roger Reijners 71' |               |                                                                                     | |
| 4e speelronde | Sparta | 3 - 1 (1 - 0) | PEC Zwolle '82                                                                      | Opstelling PEC Zwolle '82: |
| 4 september 1988 Plaats: Rotterdam Spartastadion Het Kasteel Toeschouwers: 3.000 Scheidsrechter: Arie de Munnik       | Edwin Vurens 31' Greg Campbell 52' Mike Snoei 88'                                                                        |               | 69' Ed Roos                                                                         | Roos, Lecker, Leusink, Kamstra |
| 5e speelronde | PEC Zwolle '82 | 2 - 2 (0 - 1) | FC Twente                                                                           | Opstelling PEC Zwolle '82: |
| 17 september 1988 Plaats: Zwolle Oosterenkstadion Toeschouwers: 3.500 Scheidsrechter: Jef van Vliet                   | Ed Roos 50' Edwin van Ankeren 74'                                                                                        |               | 31' Robin Schmidt 57' Piet Keur                                                     | |
| 6e speelronde | PEC Zwolle '82 | 4 - 1 (0 - 0) | Ajax                                                                                | Opstelling PEC Zwolle '82: |
| 21 september 1988 Plaats: Zwolle Oosterenkstadion Toeschouwers: 9.000 Scheidsrechter: Frans Houben                    | Ed Roos 58' Michel van Oostrum 73' Edwin van Ankeren 86' Michel van Oostrum 89'                                          |               | 72' Arnold Mühren                                                                   | |
| 7e speelronde | Roda JC | 2 - 1 (0 - 1) | PEC Zwolle '82                                                                      | Opstelling PEC Zwolle '82: |
| 25 september 1988 Plaats: Kerkrade Gemeentelijk Sportpark Kaalheide Toeschouwers: 4.000 Scheidsrechter: Roelof Luinge | Frits Nöllgen 51' Eric van der Luer 83'                                                                                  |               | 40' Michel van Oostrum                                                              | Van Oostrum, Veldwijk |
| 8e speelronde | PEC Zwolle '82 | 3 - 0 (2 - 0) | RKC                                                                                 | Opstelling PEC Zwolle '82: |
| 7 oktober 1988 Plaats: Zwolle Oosterenkstadion Toeschouwers: 2.500 Scheidsrechter: Wim Kok                            | Edwin van Ankeren 14' Bert de Meijer 32' Edwin van Ankeren 82'                                                           |               |                                                                                     | |
| 9e speelronde | PSV | 2 - 0 (1 - 0) | PEC Zwolle '82                                                                      | Opstelling PEC Zwolle '82: |
| 12 oktober 1988 Plaats: Eindhoven Philips Stadion Toeschouwers: 21.500 Scheidsrechter: Hans Reygwart                  | Berry van Aerle 23' Ronald Koeman 65'                                                                                    |               |                                                                                     | Veldwijk, De Meijer |
| 10e speelronde | PEC Zwolle '82 | 1 - 2 (0 - 1) | FC Haarlem                                                                          | Opstelling PEC Zwolle '82: |
| 21 oktober 1988 Plaats: Zwolle Oosterenkstadion Toeschouwers: 3.000 Scheidsrechter: Jaap van der Niet                 | Jerry Cooke 63' |               | 5' Wout Holverda 78' Raymond Atteveld                                               | |
| 11e speelronde | FC Groningen | 3 - 0 (0 - 0) | PEC Zwolle '82                                                                      | Opstelling PEC Zwolle '82: |
| 30 oktober 1988 Plaats: Groningen Stadion Oosterpark Toeschouwers: 6.500 Scheidsrechter: Bep Thomas                   | René Eijkelkamp 77' René Eijkelkamp 83' Henny Meijer 89'                                                                 |               |                                                                                     | Abma, Kamstra, Leusink (79' Hansma), Veldwijk, Duim, De Meijer, Booy, Van Oostrum, Van Ankeren, Roos (56' Roelofsen) Duim De Meijer           |
| 12e speelronde | PEC Zwolle '82 | 2 - 1 (2 - 0) | FC Utrecht                                                                          | Opstelling PEC Zwolle '82: |
| 4 november 1988 Plaats: Zwolle Oosterenkstadion Toeschouwers: 3.500 Scheidsrechter: Minne Modderman                   | Frank Veldwijk 8' Jerry Cooke 43'                                                                                        |               | 71' Herman Verrips                                                                  | |
| 13e speelronde | MVV | 4 - 2 (4 - 0) | PEC Zwolle '82                                                                      | Opstelling PEC Zwolle '82: |
| 12 november 1988 Plaats: Maastricht De Geusselt Toeschouwers: 2.500 Scheidsrechter: John Blankenstein                 | Frank Veldwijk (e.d.) 5' Guy François 12' Frank Verbeek 22' Ger Schuman 29'                                              |               | 46' Peter van der Waart 80' Peter van der Waart                                     | Hansma, Van der Waart |
| 14e speelronde | PEC Zwolle '82 | 2 - 4 (0 - 3) | Feyenoord                                                                           | Opstelling PEC Zwolle '82: |
| 25 november 1988 Plaats: Zwolle Oosterenkstadion Toeschouwers: 8.000 Scheidsrechter: Hans Reygwart                    | Ed Roos 51' Jerry Cooke 52'                                                                                              |               | 28' Wlodzimierz Smolarek 33' Wlodzimierz Smolarek 40' Peter Houtman 56' René Hofman | |
| 15e speelronde | FC Volendam | 1 - 1 (1 - 1) | PEC Zwolle '82                                                                      | Opstelling PEC Zwolle '82: |
| 4 december 1988 Plaats: Volendam Veronicastadion Toeschouwers: 4.200 Scheidsrechter: Ignace van Swieten               | Johan Steur (pen) 5' |               | 10' Peter van der Waart                                                             | |
| 16e speelronde | PEC Zwolle '82 | 2 - 2 (0 - 1) | VVV                                                                                 | Opstelling PEC Zwolle '82: |
| 9 december 1988 Plaats: Zwolle Oosterenkstadion Toeschouwers: 2.500 Scheidsrechter: Dick van Riel                     | Edwin Duim 51' Ed Roos 89'                                                                                               |               | 17' Harry van den Ham 57' Jos Rutten                                                | Kamstra, Patrick |
| 17e speelronde | BVV Den Bosch | 4 - 0 (2 - 0) | PEC Zwolle '82                                                                      | Opstelling PEC Zwolle '82: |
| 18 december 1988 Plaats: 's-Hertogenbosch Stadion De Vliert Toeschouwers: 2.000 Scheidsrechter: Bep Thomas            | Martin van Duren 2' Coen van der Hoeven 9' Louis van Schijndel 71' Martin van Duren (pen) 78'                            |               |                                                                                     | Patrick |
| 18e speelronde | Willem II | 4 - 1 (1 - 1) | PEC Zwolle '82                                                                      | Opstelling PEC Zwolle '82: |
| 21 januari 1989 Plaats: Tilburg Gemeentelijk Sportpark Toeschouwers: 5.000 Scheidsrechter: Ben Kempers                | David Loggie 31' Guus van der Borgt 68' David Loggie 75' Edwin Godee 81'                                                 |               | 43' Edwin van Ankeren                                                               | Van der Waart |
| 19e speelronde | PEC Zwolle '82 | 6 - 2 (2 - 0) | BV Veendam                                                                          | Opstelling PEC Zwolle '82: |
| 27 januari 1989 Plaats: Zwolle Oosterenkstadion Toeschouwers: 2.500 Scheidsrechter: Eltjo Bulthuis                    | Ed Roos 10' Edwin van Ankeren 15' Eddy Smook 53' Ed Roos 63' Frank Berghuis 71' Edwin van Ankeren 83'                    |               | 69' Henk Veldmate 77' Ron Jans                                                      | Abma, Leusink, Patrick, Duim, Smook, De Meijer (76' Gert Peter de Gunst), Berghuis, Van Ankeren, Roos, Cooke                                  |
| 20e speelronde | Ajax | 0 - 0         | PEC Zwolle '82                                                                      | Opstelling PEC Zwolle '82: |
| 12 februari 1989 Plaats: Amsterdam Stadion De Meer Toeschouwers: 8.000 Scheidsrechter: Hans Reygwart                  | |               |                                                                                     | Patrick, Berghuis |
| 21e speelronde | PEC Zwolle '82 | 2 - 0 (0 - 0) | Fortuna Sittard                                                                     | Opstelling PEC Zwolle '82: |
| 17 februari 1989 Plaats: Zwolle Oosterenkstadion Toeschouwers: 2.000 Scheidsrechter: Ben Kempers                      | Fred Leusink 72' Fred Leusink 78'                                                                                        |               |                                                                                     | De Meijer |
| 22e speelronde | PEC Zwolle '82 | 1 - 1 (1 - 0) | Sparta                                                                              | Opstelling PEC Zwolle '82: |
| 24 februari 1989 Plaats: Zwolle Oosterenkstadion Toeschouwers: 3.000 Scheidsrechter: Jan Hobé                         | Frank Berghuis 37' |               | 46' Ron van den Berg                                                                | |
| 23e speelronde | FC Twente | 3 - 1 (0 - 0) | PEC Zwolle '82                                                                      | Opstelling PEC Zwolle '82: |
| 5 maart 1989 Plaats: Enschede Stadion Het Diekman Toeschouwers: 5.500br /> Scheidsrechter: Ignace van Swieten         | Piet Keur 61' André Paus 75' Piet Keur 88'                                                                               |               | 79' Edwin van Ankeren                                                               | De Meijer, Duim |
| 24e speelronde | PEC Zwolle '82 | 0 - 1 (0 - 1) | Roda JC                                                                             | Opstelling PEC Zwolle '82: |
| 10 maart 1989 Plaats: Zwolle Oosterenkstadion Toeschouwers: 3.000 Scheidsrechter: Roelof Luinge                       | |               | 27' Michel Haan                                                                     | |
| 25e speelronde | RKC | 1 - 1 (0 - 1) | PEC Zwolle '82                                                                      | Opstelling PEC Zwolle '82: |
| 19 maart 1989 Plaats: Waalwijk Sportpark Olympia Toeschouwers: 3.000 Scheidsrechter: Wim Kok                          | Ad van de Wiel 55' |               | 35' Frank Berghuis                                                                  | Veldwijk, Berghuis |
| 26e speelronde | PEC Zwolle '82 | 0 - 5 (0 - 4) | PSV                                                                                 | Opstelling PEC Zwolle '82: |
| 25 maart 1989 Plaats: Zwolle Oosterenkstadion Toeschouwers: 10.000 Scheidsrechter: Dick van Riel                      | |               | 7' Hans Gillhaus 10' (pen) Romário 21' Romário 27' Ronald Koeman 75' (pen) Romário  | Leusink |
| 27e speelronde | FC Haarlem | 0 - 0         | PEC Zwolle '82                                                                      | Opstelling PEC Zwolle '82: |
| 2 april 1989 Plaats: Haarlem Haarlemstadion Toeschouwers: Niet bekend Scheidsrechter: Eltjo Bulthuis                  | |               |                                                                                     | Cooke Patrick |
| 28e speelronde | PEC Zwolle '82 | 1 - 3 (0 - 1) | FC Groningen                                                                        | Opstelling PEC Zwolle '82: |
| 7 april 1989 Plaats: Zwolle Oosterenkstadion Toeschouwers: 3.000 Scheidsrechter: Rob Overkleeft                       | Richard Roelofsen 75' |               | 33' Eric Groeleken 53' René Eijkelkamp 83' Eric Groeleken                           | Abma, Smook (67' Van der Waart), Kamstra, Veldwijk, Hansma, Gert Peter de Gunst, De Meijer, Duim, Van Ankeren, Roos (67' Roelofsen), Berghuis |
| 29e speelronde | FC Utrecht | 5 - 1 (2 - 0) | PEC Zwolle '82                                                                      | Opstelling PEC Zwolle '82: |
| 16 april 1989 Plaats: Utrecht Stadion Galgenwaard Toeschouwers: 10.000 Scheidsrechter: Ab Schuurmans                  | Marco Boogers 5' John Linford 40' Edwin de Kruyff 61' Etienne Kelders 65' John Linford 77'                               |               | 64' Peter van der Waart                                                             | De Gunst |
| 30e speelronde | PEC Zwolle '82 | 3 - 0 (2 - 0) | MVV                                                                                 | Opstelling PEC Zwolle '82: |
| 21 april 1989 Plaats: Zwolle Oosterenkstadion Toeschouwers: 3.000 Scheidsrechter: Jaap Uilenberg                      | Jerry Cooke 32' Peter van der Waart 41' Peter van der Waart (pen) 49'                                                    |               |                                                                                     | Patrick |
| 31e speelronde | Feyenoord | 1 - 1 (1 - 0) | PEC Zwolle '82                                                                      | Opstelling PEC Zwolle '82: |
| 7 mei 1989 Plaats: Rotterdam Stadion Feijenoord Toeschouwers: 6.303 Scheidsrechter: Hans Reygwart                     | John Metgod 19' |               | 65' Peter van der Waart                                                             | |
| 32e speelronde | PEC Zwolle '82 | 0 - 0         | FC Volendam                                                                         | Opstelling PEC Zwolle '82: |
| 13 mei 1989 Plaats: Zwolle Oosterenkstadion Toeschouwers: 2.000 Scheidsrechter: Mario van der Ende                    | |               |                                                                                     | |
| 33e speelronde | VVV | 6 - 2 (3 - 1) | PEC Zwolle '82                                                                      | Opstelling PEC Zwolle '82: |
| 15 mei 1989 Plaats: Venlo De Koel Toeschouwers: 3.000 Scheidsrechter: Ab Schuurmans                                   | Jay Driessen 10' Gerrie Slagboom 16' Edwin van Berge Henegouwen 30' Jos Luhukay 45' Harold Derix 51' Earnest Stewart 80' |               | 39' Gert Peter de Gunst 49' Jerry Cooke                                             | De Meijer, Van der Waart, Hansma |
| 34e speelronde | PEC Zwolle '82 | 2 - 3 (0 - 0) | BVV Den Bosch                                                                       | Opstelling PEC Zwolle '82: |
| 21 mei 1989 Plaats: Zwolle Oosterenkstadion Toeschouwers: 2.000 Scheidsrechter: Ignace van Swieten                    | Fred Patrick 53' Edwin van Ankeren 84'                                                                                   |               | 69' Martin van Duren 79' Ruud Brood 90' Regi Blinker                                | |

### KNVB Beker
| 1e ronde                                                                                              | Venray                                                                        | 1 - 2 (0 - 0) | PEC Zwolle '82                            | Opstelling PEC Zwolle '82: |
| 1 oktober 1988 Plaats: Venray Sportpark De Wieën Toeschouwers: 1.500 Scheidsrechter: Lammers          | Leon Vievermans 72'                                                           |               | 49' Ed Roos 58' (pen) Peter van der Waart | Smook, Kamstra             |
| 2e ronde                                                                                              | Ajax                                                                          | 4 - 1 (2 - 1) | PEC Zwolle '82                            | Opstelling PEC Zwolle '82: |
| 20 november 1988 Plaats: Amsterdam Stadion De Meer Toeschouwers: 6.000 Scheidsrechter: Jaap Uilenberg | Dennis Bergkamp 9' Arnold Mühren 38' Dennis Bergkamp 47' Richard Witschge 63' |               | 9' Fred Patrick                           |                            |

## Selectie en technische staf

### Selectie 1988/89
| Nr. |                    | Naam                | Competitie | Competitie | Beker   | Beker   | Totaal  | Totaal  | Seizoen | Vorige club     | Debuut           |         |         |         |         |         |         |
| Nr. | W                  | Naam                |            | W          |         | W       |         |         | Seizoen | Vorige club     | Debuut           |         |         |         |         |         |         |
|     |                    | Keepers             | Keepers    | Keepers    | Keepers | Keepers | Keepers | Keepers | Keepers | Keepers         | Keepers          | Keepers | Keepers | Keepers | Keepers | Keepers | Keepers |
| --- | ------------------ | ------------------- | ---------- | ---------- | ------- | ------- | ------- | ------- | ------- | --------------- | ---------------- | ------- | ------- | ------- | ------- | ------- | ------- |
| -   | Vlag van Nederland | Gert Abma           | 33         | 0          | 0       | 0       | 33      | 0       | 3e      | Niet bekend     | 29 maart 1987    |         |         |         |         |         |         |
| -   | Vlag van Nederland | René Grotenhuis     | 0          | 0          | 0       | 0       | 0       | 0       | 2e      | Jeugd           | 6 maart 1988     |         |         |         |         |         |         |
|     |                    | Verdedigers         |            |            |         |         |         |         |         |                 |                  |         |         |         |         |         |         |
| -   | Vlag van Nederland | Johan Hansma        | 21         | 0          | 0       | 0       | 21      | 0       | 1e      | Jeugd           | 20 augustus 1988 |         |         |         |         |         |         |
| -   | Vlag van Nederland | Alex Kamstra        | 23         | 0          | 0       | 0       | 23      | 0       | 7e      | Go Ahead Eagles | 15 augustus 1981 |         |         |         |         |         |         |
| -   | Vlag van Nederland | Jan Lecker          | 5          | 1          | 0       | 0       | 5       | 1       | 1e      | FC Utrecht      | 1988             |         |         |         |         |         |         |
| -   | Vlag van Nederland | Fred Leusink        | 28         | 3          | 0       | 0       | 28      | 3       | 5e      | Niet bekend     | 11 mei 1985      |         |         |         |         |         |         |
| -   | Vlag van Nederland | Frank Veldwijk      | 27         | 1          | 0       | 0       | 27      | 1       | 6e      | Niet bekend     | 20 november 1983 |         |         |         |         |         |         |
|     |                    | Middenvelders       |            |            |         |         |         |         |         |                 |                  |         |         |         |         |         |         |
| -   | Vlag van Nederland | Alex Booy           | 4          | 0          | 0       | 0       | 4       | 0       | 10e     | Hattem          | 20 februari 1980 |         |         |         |         |         |         |
| -   | Vlag van Nederland | Edwin Duim          | 33         | 1          | 0       | 0       | 33      | 1       | 5e      | Jeugd           | 30 maart 1985    |         |         |         |         |         |         |
| -   | Vlag van Nederland | Gert Peter de Gunst | 8          | 1          | 0       | 0       | 8       | 1       | 2e      | Jeugd           | 16 april 1988    |         |         |         |         |         |         |
| -   | Vlag van Nederland | Bert de Meijer      | 26         | 1          | 0       | 0       | 26      | 1       | 2e      | Telstar         | 14 augustus 1987 |         |         |         |         |         |         |
| -   | Vlag van Suriname  | Fred Patrick        | 22         | 1          | 0       | 1       | 22      | 2       | 2e      | AZ              | 14 augustus 1987 |         |         |         |         |         |         |
| -   | Vlag van Nederland | Eddy Smook          | 30         | 1          | 0       | 0       | 30      | 1       | 1e      | Niet bekend     | 1988             |         |         |         |         |         |         |
|     |                    | Aanvallers          |            |            |         |         |         |         |         |                 |                  |         |         |         |         |         |         |
| -   | Vlag van Nederland | Edwin van Ankeren   | 28         | 9          | 0       | 0       | 28      | 9       | 4e      | SV Lelystad '67 | 1984             |         |         |         |         |         |         |
| -   | Vlag van Nederland | Jerry Cooke         | 32         | 5          | 0       | 0       | 32      | 5       | 2e      | De Graafschap   | 14 augustus 1987 |         |         |         |         |         |         |
| -   | Vlag van Nederland | Edwin Post          | 0          | 0          | 0       | 0       | 0       | 0       | 2e      | DWV             | 29 augustus 1987 |         |         |         |         |         |         |
| -   | Vlag van Nederland | Peter van der Waart | 24         | 9          | 0       | 1       | 24      | 10      | 2e      | FC Utrecht      | 14 augustus 1987 |         |         |         |         |         |         |
| -   | Vlag van Nederland | Michel van Oostrum  | 9          | 3          | 0       | 0       | 9       | 3       | 2e      | Telstar         | 4 september 1988 |         |         |         |         |         |         |
| -   | Vlag van Nederland | Frank Berghuis      | 15         | 3          | 0       | 0       | 15      | 3       | 1e      | VVV             | 21 januari 1989  |         |         |         |         |         |         |
| -   | Vlag van Nederland | Richard Roelofsen   | 17         | 1          | 0       | 0       | 17      | 1       | 1e      | Jeugd           | 20 augustus 1988 |         |         |         |         |         |         |
| -   | Vlag van Nederland | Ed Roos             | 27         | 8          | 0       | 1       | 27      | 9       | 1e      | Feyenoord       | 1988             |         |         |         |         |         |         |
| Nr. |                    | Naam                | W          |            | W       |         | W       |         | Seizoen | Vorige club     | Debuut           |         |         |         |         |         |         |
| Nr. | Competitie         | Competitie          | Beker      | Beker      | Totaal  | Totaal  |         |         | Seizoen | Vorige club     | Debuut           |         |         |         |         |         |         |

### Technische staf
| Naam          | Functie      |
| ------------- | ------------ |
| Theo Laseroms | Hoofdtrainer |

## Statistieken PEC Zwolle '82 1988/1989

### Eindstand PEC Zwolle '82 in de Nederlandse Eredivisie 1988 / 1989
| Stand | Gespeeld | Gewonnen | Gelijk | Verloren | Punten | Doelpunten voor | Doelpunten tegen | Gele kaarten | Rode kaarten |
| ----- | -------- | -------- | ------ | -------- | ------ | --------------- | ---------------- | ------------ | ------------ |
| 16e   | 34       | 8        | 9      | 17       | 25     | 48              | 70               | 32           | 3            |

### Topscorers
| #      | Naam                | Goal |
| ------ | ------------------- | ---- |
| 1.     | Edwin van Ankeren   | 9    |
| 1.     | Peter van der Waart | 9    |
| 3.     | Ed Roos             | 8    |
| 4.     | Jerry Cooke         | 5    |
| 5.     | Frank Berghuis      | 3    |
| 5.     | Fred Leusink        | 3    |
| 5.     | Michel van Oostrum  | 3    |
| 8.     | Edwin Duim          | 1    |
| 8.     | Gert Peter de Gunst | 1    |
| 8.     | Jan Lecker          | 1    |
| 8.     | Bert de Meijer      | 1    |
| 8.     | Fred Patrick        | 1    |
| 8.     | Richard Roelofsen   | 1    |
| 8.     | Eddy Smook          | 1    |
| 8.     | Frank Veldwijk      | 1    |
| Totaal | Totaal              | 48   |

| #      | Naam                | Goal |
| ------ | ------------------- | ---- |
| 1.     | Fred Patrick        | 1    |
| 1.     | Ed Roos             | 1    |
| 1.     | Peter van der Waart | 1    |
| Totaal | Totaal              | 3    |

### Kaarten
| #      | Naam                |    |
| ------ | ------------------- | -- |
| 1.     | Bert de Meijer      | 4  |
| 1.     | Fred Patrick        | 4  |
| 1.     | Frank Veldwijk      | 4  |
| 1.     | Peter van der Waart | 4  |
| 4.     | Frank Berghuis      | 2  |
| 4.     | Jerry Cooke         | 2  |
| 4.     | Edwin Duim          | 2  |
| 4.     | Johan Hansma        | 2  |
| 4.     | Alex Kamstra        | 2  |
| 4.     | Fred Leusink        | 2  |
| 10.    | Gert Peter de Gunst | 1  |
| 10.    | Jan Lecker          | 1  |
| 10.    | Michel van Oostrum  | 1  |
| 10.    | Ed Roos             | 1  |
| Totaal | Totaal              | 32 |

| #      | Naam           |   |
| ------ | -------------- | - |
| 1.     | Bert de Meijer | 1 |
| 1.     | Fred Patrick   | 1 |
| Totaal | Totaal         | 2 |

| #      | Naam                |   |
| ------ | ------------------- | - |
| 1.     | Peter van der Waart | 1 |
| Totaal | Totaal              | 1 |

### Punten per speelronde
| Speelronde | 1 | 2 | 3 | 4 | 5 | 6 | 7 | 8 | 9 | 10 | 11 | 12 | 13 | 14 | 15 | 16 | 17 | 18 | 19 | 20 | 21 | 22 | 23 | 24 | 25 | 26 | 27 | 28 | 29 | 30 | 31 | 32 | 33 | 34 |
| ---------- | - | - | - | - | - | - | - | - | - | -- | -- | -- | -- | -- | -- | -- | -- | -- | -- | -- | -- | -- | -- | -- | -- | -- | -- | -- | -- | -- | -- | -- | -- | -- |
| Punten     | 2 | 2 | 0 | 0 | 1 | 2 | 0 | 2 | 0 | 0  | 0  | 2  | 0  | 0  | 1  | 1  | 0  | 0  | 2  | 1  | 2  | 1  | 0  | 0  | 1  | 0  | 1  | 0  | 0  | 2  | 1  | 1  | 0  | 0  |

### Punten na speelronde
| Speelronde | 1 | 2 | 3 | 4 | 5 | 6 | 7 | 8 | 9 | 10 | 11 | 12 | 13 | 14 | 15 | 16 | 17 | 18 | 19 | 20 | 21 | 22 | 23 | 24 | 25 | 26 | 27 | 28 | 29 | 30 | 31 | 32 | 33 | 34 |
| ---------- | - | - | - | - | - | - | - | - | - | -- | -- | -- | -- | -- | -- | -- | -- | -- | -- | -- | -- | -- | -- | -- | -- | -- | -- | -- | -- | -- | -- | -- | -- | -- |
| Punten     | 2 | 4 | 4 | 4 | 5 | 7 | 7 | 9 | 9 | 9  | 9  | 11 | 11 | 11 | 12 | 13 | 13 | 13 | 15 | 16 | 18 | 19 | 19 | 19 | 20 | 20 | 21 | 21 | 21 | 23 | 24 | 25 | 25 | 25 |

### Stand na speelronde
| Speelronde | 1  | 2  | 3  | 4   | 5   | 6  | 7   | 8  | 9  | 10  | 11  | 12  | 13  | 14  | 15  | 16  | 17  | 18  | 19  | 20  | 21  | 22  | 23  | 24  | 25  | 26  | 27  | 28  | 29  | 30  | 31  | 32  | 33  | 34  |
| ---------- | -- | -- | -- | --- | --- | -- | --- | -- | -- | --- | --- | --- | --- | --- | --- | --- | --- | --- | --- | --- | --- | --- | --- | --- | --- | --- | --- | --- | --- | --- | --- | --- | --- | --- |
| Stand      | 1e | 1e | 8e | 13e | 10e | 6e | 10e | 7e | 8e | 11e | 13e | 10e | 10e | 11e | 12e | 12e | 14e | 14e | 13e | 14e | 13e | 13e | 13e | 14e | 14e | 14e | 15e | 16e | 17e | 16e | 16e | 16e | 16e | 16e |

### Doelpunten per speelronde
| Speelronde | 1 | 2 | 3 | 4 | 5 | 6 | 7 | 8 | 9 | 10 | 11 | 12 | 13 | 14 | 15 | 16 | 17 | 18 | 19 | 20 | 21 | 22 | 23 | 24 | 25 | 26 | 27 | 28 | 29 | 30 | 31 | 32 | 33 | 34 | Totaal |
| ---------- | - | - | - | - | - | - | - | - | - | -- | -- | -- | -- | -- | -- | -- | -- | -- | -- | -- | -- | -- | -- | -- | -- | -- | -- | -- | -- | -- | -- | -- | -- | -- | ------ |
| Doelpunten | 2 | 3 | 0 | 1 | 2 | 4 | 1 | 3 | 0 | 1  | 0  | 2  | 2  | 2  | 1  | 2  | 0  | 1  | 6  | 0  | 2  | 1  | 1  | 0  | 1  | 0  | 0  | 1  | 1  | 3  | 1  | 0  | 2  | 2  | 48     |